# ファーン諸島

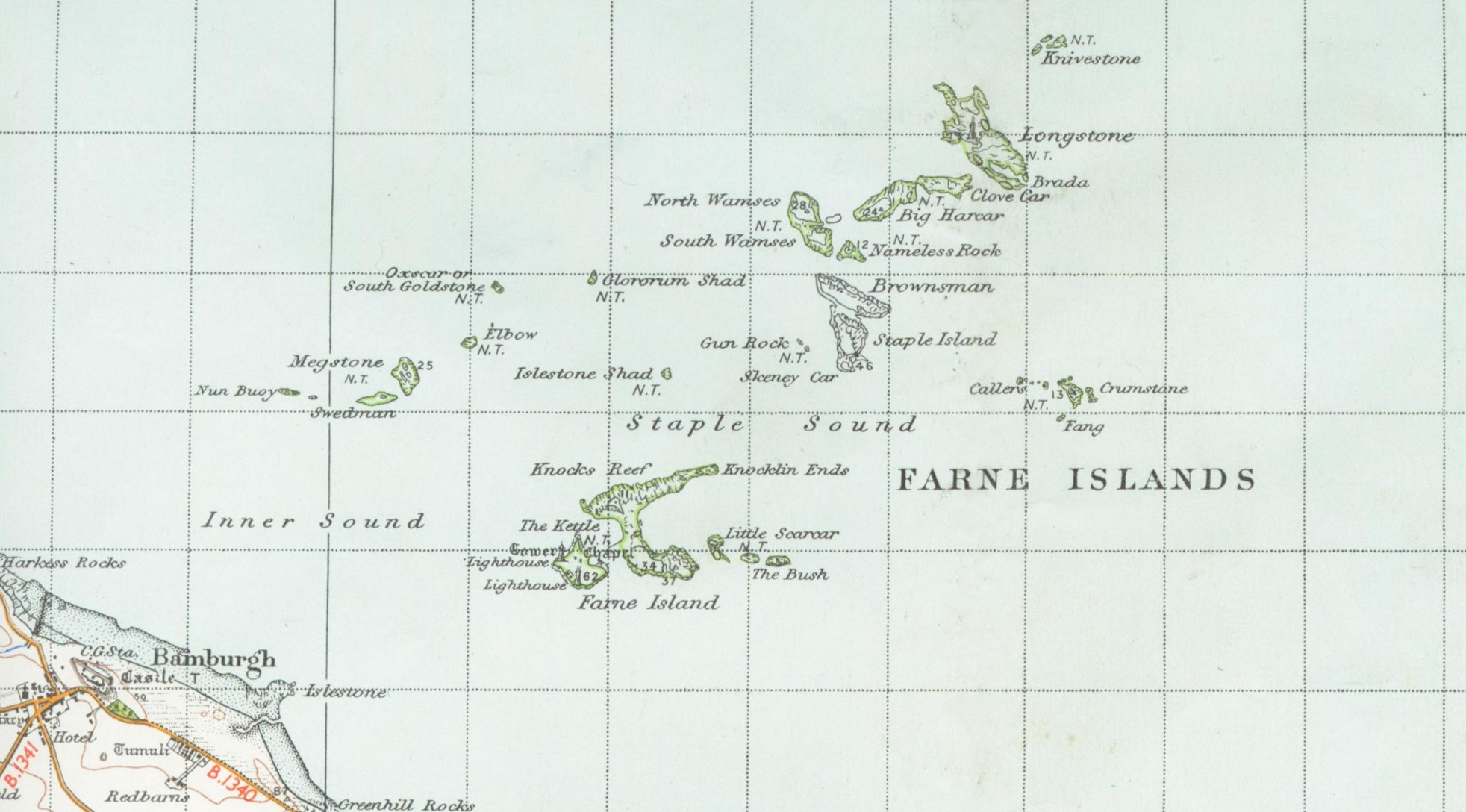
ファーン諸島の地図

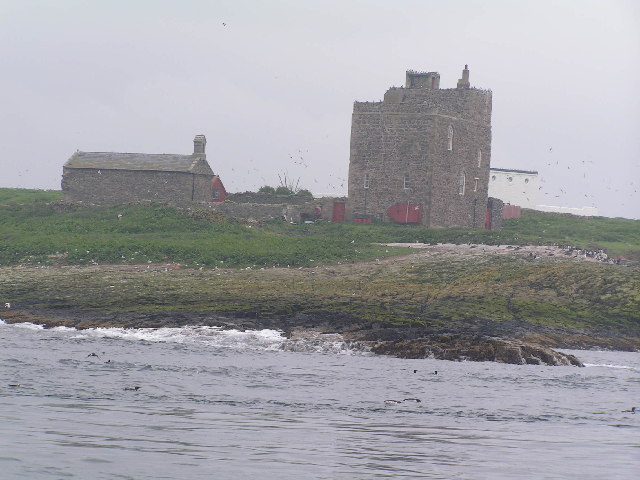
インナー・ファーンの聖カスバート礼拝堂

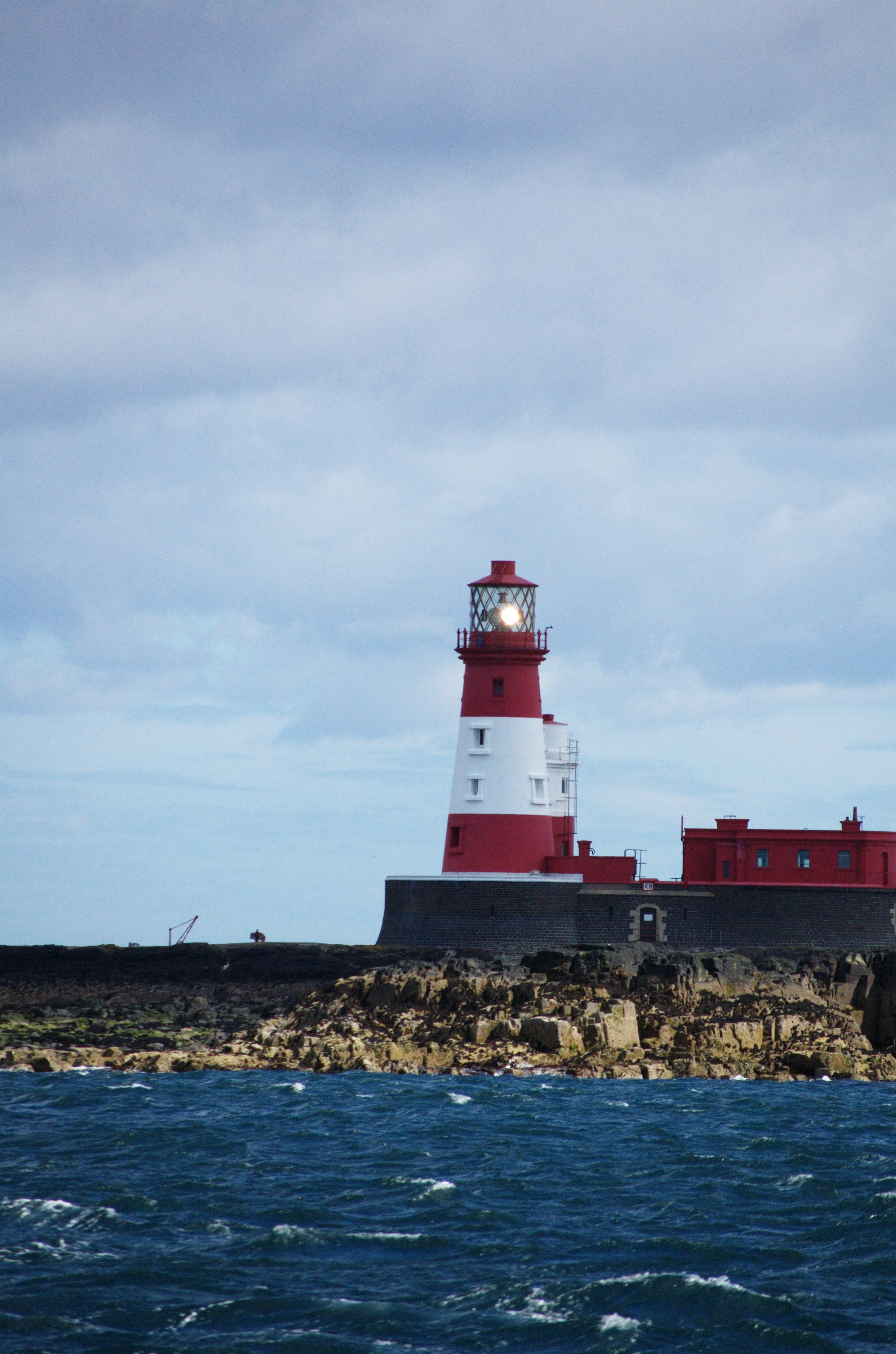
ロングストーン灯台

ファーン諸島(英語: Farne Islands)はイングランド、ノーサンバーランドの沖にある島々（北緯55度38分00秒 西経1度38分00秒 / 北緯55.63333度 西経1.63333度）。島の数は潮の干満によって15から20かそれ以上である。岸から2.5kmから7.5km離れており、岸に近いグループと遠いグループの2つに分かれている。2つのグループはステープル海峡（Stable Sound）で隔たれている。最高地点はインナー・ファーン島（Inner Farne）の海抜19m。

## 歴史
記録に残っている最も古い居住者は修道院活動によるもので、そのうちいくつかはリンディスファーン島と関係がある。イングランド、アイルランド、スコットランドで離島に修道院を建設したケルトの伝統に倣ったものである。
名前が記録されている最初の訪問者は聖エイダンと聖カスバートである。聖カスバートは修道のため独りでインナー・ファーン島に住み、リンディスファーン司教を務めた2年間は島を離れたが、687年に島で亡くなった。聖カスバートはケワタガモなどの海鳥の巣を保護する法律を676年に導入したが、これは鳥類を保護する法律としては世界最古のものであると考えられている。
ファーン諸島に定住者はおらず、季節によってナショナル・トラストの管理人が滞在しているだけである。彼らが住居としているのは、最も陸地に近くて大きいインナー・ファーン島の古いピール・タワーと、陸地から遠いグループのブラウンズマン島（Brownsman）の灯台小屋である。ピール・タワーは1500年頃、ダラム修道院長トーマス・カステルによって建設された。聖カスバートの礼拝所の跡に600年前に立てられた礼拝堂がある。最近はダラム大聖堂の古い建材を利用して修復されている。
ファーン諸島の灯台は、かつては灯台守が住んでいたが、現在では無人化されている。古い灯台の建物も残っており、例えばブラウンズマン島には2つある。灯台以前は狼煙台がいくつかあった。島の陸地側の岩壁には白い部分があり、これを鳥の糞だと思っている旅行者もいるが、他の場所はともかくここは炭酸カルシウムが堆積したものである。灯台では長年炭化カルシウムが使われ、その廃棄物が崖から投げ捨てられていたのである。

## グレイス・ダーリング
ファーン諸島の魅力のひとつは、グレイス・ダーリングと難破船フォーファーシャイア号(Forfarshire)の物語である。グレイス・ダーリングはロングストーン島(Longstone)の灯台守ウィリアム・ダーリングの娘で、1838年9月7日、彼女が22歳のとき、強い風と濃い霧の中、ハーカー岩(Harker rock)で座礁したフォーファーシャイア号から、父とともに9人を救助した。この話はイギリス中で大きな注目を集め、彼女は民間伝承のヒロインとなった。

## 自然
ファーン諸島は野生動物の重要な生息地で、暖かい季節にはシーハウシーズ（Seahouses）から小型の船で大勢の人が訪れる。地元の船が旅行者を上陸させることを許可されているのはインナー・ファーン島、ステープル島(Staple Island)、ロングストーン島のみで、他の島への上陸は野生生物保護のために禁止されている。時期が良ければ多くのパフィン（ニシツノメドリ）が見られ、人気となっている。インナー・ファーン島では、キョクアジサシが人が歩く道の近くにまで巣を作っており、近づく人を攻撃することがある（帽子をかぶることが強く勧められている）。いくつかの島では食用に持ち込まれたウサギが野生化している。ウサギとパフィンは同じ巣穴を別々の時期に使っており、パフィン（のくちばしの攻撃）は非常に強く、営巣の季節には巣穴のウサギを追い出してしまう。ファーン諸島は約6000頭のハイイロアザラシが集まる営巣地（コロニー）としても有名で、毎年9月から11月にかけて数百頭の子供が生まれる。

## 地質
ファーン諸島は火成岩ドレライトの露頭である。もともとはブリテン島と陸続きで、周囲は比較的侵食に弱い石灰岩であったのであろう。周囲の弱い地質の土地の侵食と、最後の氷期の後に海面が上昇した結果、切り離されて島となった。ドレライトの岩には亀裂が入っていて柱のようになっている。そのため島の地形は険しく、場所によっては切り立った崖になっており、島の外周では20m近い断崖に波が砕け散っている。小さい島の多くは裸岩だが、大きい島では下層の粘土と上層の泥炭からなる表土によって植生がある。地層が南に向かって上るようにわずかに傾斜しているため、南側の崖が最も高く、北側には砂浜がある。

## ダイビング
ファーン諸島は、バードウォッチングと同じくらい、スクーバダイビングのポイントとして人気がある。ダイバーに人気がある理由は3つある。
- 長年にわたり何百という船がファーン諸島で遭難して、ダイバーが見ることのできる多くの難破船が残っている。
- コロニーに集まるハイイロアザラシは好奇心が旺盛で、水中のダイバーに近づいてくることもある。水中で見るアザラシは印象的である。
- ファーン諸島では風向きによらずダイビングができるとされている。いつでもどこかに避難場所がある。ダイビングとバードウォッチングを両方楽しめるポイントもあり、ウミバトが魚を獲る様子を見ることができる。